# North Powder
North Powder is een plaats (city) in de Amerikaanse staat Oregon, en valt bestuurlijk gezien onder Union County.

## Demografie
Bij de volkstelling in 2000 werd het aantal inwoners vastgesteld op 489. In 2006 is het aantal inwoners door het United States Census Bureau geschat op 481, een daling van 8 (-1,6%).

## Geografie
Volgens het United States Census Bureau beslaat de plaats een oppervlakte van 1,6 km², geheel bestaande uit land. North Powder ligt op ongeveer 994 m boven zeeniveau.

## Plaatsen in de nabije omgeving
De onderstaande figuur toont nabijgelegen plaatsen in een straal van 36 km rond North Powder.